# موسیقی آپالاشیا

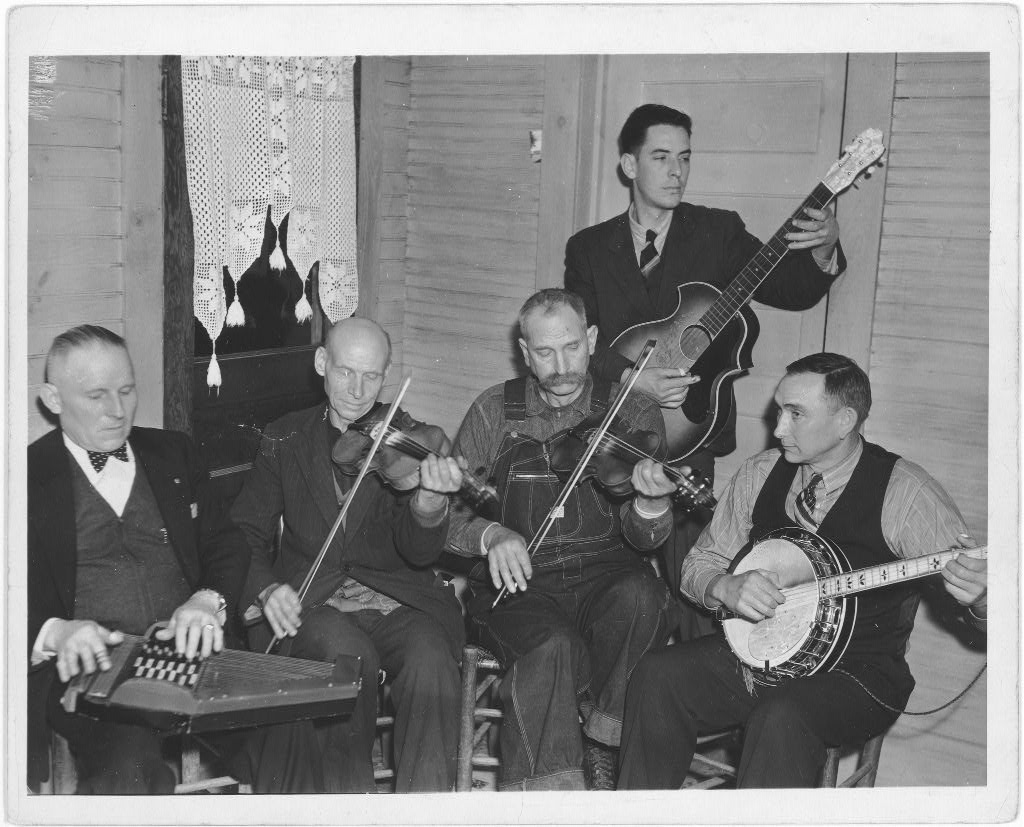
Ballard Branch Bogtrotters Band (a 1934-1942 string band); Ballard Branch, گالاکس، ویرجینیا 1937; Dr. W.P. "Doc" Davis autoharp, Uncle Alec "Eck" Dunford, Davy Crockett Ward fiddles, Wade Ward banjo, Fields Ward (b. January 23, 1911, in Buck Mountain, شهرستان گریسون، ویرجینیا; d. October 26, 1987, بل ایر، مریلند)) guitar, vocals

موسیقی آپالاشیا نوعی موسیقی محلی در ناحیه آپالاشیا، در شرق ایالات متحده آمریکا است. این سبک تحت تأثیر موسیقی‌های اروپایی و آفریقایی چندانی بوده، همچون بالاد که نوعی تصنیف در بریتانیا بوده، سبکهای ایرلندی و اسکاتلندی علی‌الخصوص فیدل، هیمنس، و سبک افریقاییهای آمریکا بلوز. نخستین آثار ضبط شده در دههٔ ۱۹۲۰ از این سبک موجب تأثیراتی بر سبک‌های Old-time music, موسیقی کانتری، و موسیقی بلوگرس شد، و موسیقی آپالاشیا جزیئ از موسیقی‌های فولکلوریک اصلی آمریکا در دهه ۱۹۶۰ بود. در این گونه از موسیقی از سازهایی چون بانجو، فیدل آمریکایی،  سنتور آپالاشی، و گیتار استفاده می‌شود.